# حمرا
حمرا (بالعبرية: חַמְרָה) (بالإنجليزية: Hamra)‏ موشاف استيطاني إسرائيلية، أقيمت عام 1971 في غور الأردن شمال شرق الضفة الغربية على أراضي بيت دجن وفروش بيت دجن في محافظة نابلس، وتقع إداريًا ضمن اختصاص مجلس غور الأردن الإقليمي. في عام 2018 كان عدد سكانها 175 مستوطنًا.

## الوضع القانوني
يعتبر المجتمع الدولي المستوطنات الإسرائيلية في الضفة الغربية غير قانونية بموجب القانون الدولي، لكن الحكومة الإسرائيلية تعارض ذلك.